# Copa de Uzbekistán 2022
La Copa de Uzbekistán 2022 fue la 30.ª edición anual de la Copa de Uzbekistán. El campeón recibió un cupo en el Liga de Campeones de la AFC 2023-24.
Nasaf fue el campeón defensor y revalidó su corona.

## Primera ronda clasificatoria
El sorteo para el primera ronda de calificación se llevó a cabo el 19 de marzo de 2022. Los partidos se jugaron el 23 de marzo de 2022.
| Equipo 1      | Resultado    | Equipo 2         |
| ------------- | ------------ | ---------------- |
| Lochin        | 3–1          | Neftgazmontaj    |
| Lokomotiv BFK | 0–1          | Dostlik Oltiariq |
| Andijan II    | 1–1 (4–3 p.) | Dostlik          |
| Shahrixonchi  | 2–1          | Chigatoy         |
| Paxtakor-79   | 2–4          | Unired           |
| Qumqorgon     | 3–0          | Binokor          |
| Keles         | 0–3          | Aral             |

## Segunda ronda clasificatoria
El sorteo para el segunda ronda de calificación se llevó a cabo el 23 de marzo de 2022. Los siete equipos qué avanzaron de la primera ronda de calificacón y Denov quién recibió un bye juegan en esta ronda.
| Equipo 1  | Resultado | Equipo 2         |
| --------- | --------- | ---------------- |
| Qumqorgon | 4–3       | Lochin           |
| Unired    | 3–2       | Shahrixonchi     |
| Aral      | 1–2       | Andijan II       |
| Denov     | 0–2       | Dostlik Oltiariq |

## Tercera ronda clasificatoria
El sorteo para la tercera ronda se llevó a cabo el 25 de marzo de 2022. Los cuatro equipos qué avanzaron de la segunda ronda juegan en esta ronda.
| Equipo 1   | Resultado | Equipo 2         |
| ---------- | --------- | ---------------- |
| Qumqorgon  | 0–3       | Dostlik Oltiariq |
| Andijan II | 1–0       | Unired           |

## Fase de grupos
Los ganadores y subcampeones de cada grupo y los dos mejores terceros de todos los grupos avanzaron a la fase final.

### Grupo A
| Pos. | Equipo            | Pts. | PJ | G | E | P | GF | GC | Dif. | Clasificación |
| ---- | ----------------- | ---- | -- | - | - | - | -- | -- | ---- | ------------- |
| 1    | Navbahor          | 9    | 3  | 3 | 0 | 0 | 5  | 0  | +5   | Fase final    |
| 2    | Qizilqum          | 4    | 3  | 1 | 1 | 1 | 1  | 2  | −1   | Fase final    |
| 3    | Neftchi           | 3    | 3  | 1 | 0 | 2 | 2  | 3  | −1   |               |
| 4    | Dinamo Samarcanda | 1    | 3  | 0 | 1 | 2 | 0  | 3  | −3   |               |

 Fuente: PFL.Uz

### Grupo B
| Pos. | Equipo    | Pts. | PJ | G | E | P | GF | GC | Dif. | Clasificación |
| ---- | --------- | ---- | -- | - | - | - | -- | -- | ---- | ------------- |
| 1    | AGMK      | 7    | 3  | 2 | 1 | 0 | 8  | 2  | +6   | Fase final    |
| 2    | Lokomotiv | 5    | 3  | 1 | 2 | 0 | 5  | 4  | +1   | Fase final    |
| 3    | Zaamin    | 4    | 3  | 1 | 1 | 1 | 6  | 7  | −1   |               |
| 4    | Xorazm    | 0    | 3  | 0 | 0 | 3 | 2  | 8  | −6   |               |

 Fuente: PFL.Uz

### Grupo D
| Pos. | Equipo           | Pts. | PJ | G | E | P | GF | GC | Dif. | Clasificación |
| ---- | ---------------- | ---- | -- | - | - | - | -- | -- | ---- | ------------- |
| 1    | Kokand 1912      | 9    | 3  | 3 | 0 | 0 | 12 | 1  | +11  | Fase final    |
| 2    | Mash'al          | 4    | 3  | 1 | 1 | 1 | 3  | 5  | −2   | Fase final    |
| 3    | G'ijduvon        | 2    | 3  | 0 | 2 | 1 | 1  | 5  | −4   |               |
| 4    | Dostlik Oltiariq | 1    | 3  | 0 | 1 | 2 | 3  | 8  | −5   |               |

 Fuente: PFL.Uz

### Grupo E
| Pos. | Equipo     | Pts. | PJ | G | E | P | GF | GC | Dif. | Clasificación |
| ---- | ---------- | ---- | -- | - | - | - | -- | -- | ---- | ------------- |
| 1    | Sogdiana   | 7    | 3  | 2 | 1 | 0 | 7  | 1  | +6   | Fase final    |
| 2    | Andijon    | 4    | 3  | 1 | 1 | 1 | 4  | 5  | −1   | Fase final    |
| 3    | Orol Nukus | 3    | 3  | 1 | 0 | 2 | 3  | 4  | −1   |               |
| 4    | Yangiyer   | 3    | 3  | 1 | 0 | 2 | 4  | 8  | −4   |               |

 Fuente: PFL.Uz

### Grupo F
| Pos. | Equipo        | Pts. | PJ | G | E | P | GF | GC | Dif. | Clasificación            |
| ---- | ------------- | ---- | -- | - | - | - | -- | -- | ---- | ------------------------ |
| 1    | Turon Yaypan  | 6    | 3  | 2 | 0 | 1 | 6  | 6  | 0    | Fase final               |
| 2    | Olympic       | 4    | 3  | 1 | 1 | 1 | 6  | 3  | +3   | Fase final               |
| 3    | Shurtan Guzar | 4    | 3  | 1 | 1 | 1 | 0  | 0  | 0    | Fase final/Mejor tercero |
| 4    | Andijan II    | 3    | 3  | 1 | 0 | 2 | 1  | 4  | −3   |                          |

 Fuente: PFL.Uz

### Grupo G
| Pos. | Equipo    | Pts. | PJ | G | E | P | GF | GC | Dif. | Clasificación            |
| ---- | --------- | ---- | -- | - | - | - | -- | -- | ---- | ------------------------ |
| 1    | Bunyodkor | 7    | 3  | 2 | 1 | 0 | 9  | 2  | +7   | Fase final               |
| 2    | Metallurg | 4    | 3  | 1 | 1 | 1 | 4  | 5  | −1   | Fase final               |
| 3    | Surkhon   | 4    | 3  | 1 | 1 | 1 | 2  | 1  | +1   | Fase final/Mejor tercero |
| 4    | Buxoro    | 1    | 3  | 0 | 1 | 2 | 1  | 8  | −7   |                          |

 Fuente: PFL.Uz

### Mejores terceros
| Pos. | Grp. | Equipo        | Pts. | PJ | G | E | P | GF | GC | Dif. | Clasificación |
| ---- | ---- | ------------- | ---- | -- | - | - | - | -- | -- | ---- | ------------- |
| 1    | G    | Surkhon       | 4    | 3  | 1 | 1 | 1 | 2  | 1  | +1   | Fase final    |
| 2    | F    | Shurtan Guzar | 4    | 3  | 1 | 1 | 1 | 5  | 5  | 0    | Fase final    |
| 3    | B    | Zaamin        | 4    | 3  | 1 | 1 | 1 | 6  | 7  | −1   |               |
| 4    | E    | Orol Nukus    | 3    | 3  | 1 | 0 | 2 | 3  | 4  | −1   |               |
| 5    | A    | Neftchi       | 3    | 3  | 1 | 0 | 2 | 2  | 3  | −1   |               |
| 6    | D    | G'ijduvon     | 2    | 3  | 0 | 2 | 1 | 1  | 5  | −4   |               |

 Fuente: PFL.Uz

## Fase final
Los ganadores, subcampeones y los dos mejores terceros de la fase de grupos ser unieron a los dos clubes que participaron en la fase de grupos de la Liga de Campeones de la AFC 2022, Pakhtakor y Nasaf.

### Octavos de final
El sorteo se llevó a cabo el 28 de abril de 2022. Para el sorteo, los ganadores del grupo estuvieron en un bombo aparte, así como con los clubes que participan en la fase de grupos de la Liga de Campeones de la AFC 2022. Los partidos fueron programados del 21 al 25 de agosto.
| Bombo 1 - Pakhtakor - Nasaf - Navbahor - AGMK - Kokand 1912 - Sogdiana - Turon Yaypan - Bunyodkor | Bombo 2 - Qizilqum - Lokomotiv - Mash'al - Andijon - Olympic - Metallurg - Surkhon - Shurtan Guzar |

| Equipo 1  | Resultado    | Equipo 2      |
| --------- | ------------ | ------------- |
| Bunyodkor | 2–2 (4–5 p.) | Lokomotiv     |
| Andijon   | 3–2          | Turon Yaypan  |
| Surkhon   | 1–2          | Nasaf         |
| Pakhtakor | 5–0          | Shurtan Guzar |
| Olympic   | 0–1          | Navbahor      |
| Sogdiana  | 5–2          | Mash'al       |
| Qizilqum  | 2–1          | Kokand 1912   |
| AGMK      | 3–1          | Metallurg     |

### Cuartos de final
Los partidos fueron programados del 2 al 3 de septiembre.
| Equipo 1 | Resultado    | Equipo 2  |
| -------- | ------------ | --------- |
| Sogdiana | 1–1 (4–3 p.) | Qizilqum  |
| Navbahor | 2–1          | Pakhtakor |
| Andijon  | 0–2          | AGMK      |
| Nasaf    | 1–0          | Lokomotiv |

### Semifinales
Los partidos fueron programados del 13 al 14 de octubre.
| Equipo 1 | Resultado    | Equipo 2 |
| -------- | ------------ | -------- |
| Nasaf    | 2–1          | AGMK     |
| Navbahor | 0–0 (3–1 p.) | Sogdiana |

### Final
La final se jugó el 30 de octubre de 2022 en Bujará.
| Equipo 1 | Resultado | Equipo 2 |
| -------- | --------- | -------- |
| Nasaf    | 2–1       | Navbahor |

|                           |
| Bandera de Uzbekistán     |
| Campeón Nasaf 3.er título |